# آل بازع (مكيراس)

تعديل مصدري - تعديل

ال بازع هي إحدى قرى عزلة مكيراس بمديرية مكيراس التابعة لمحافظة البيضاء، بلغ تعداد سكانها 63 نسمة حسب تعداد اليمن لعام 2004.